# Bokura no Kazoku
Bokura no Kazoku (яп. ぼくらのかぞく Бокура но Кадзоку, Наша семья) — компьютерная игра, разработанная японской студией Millennium Kitchen под руководством Кадзу Аябэ и выпущенная Sony Computer Entertainment в Японии 24 марта 2005 года для PlayStation 2.
Bokura no Kazoku представляет собой повествовательную игру, рассказывающую о 35 годах совместной жизни японской пары из Токио. Игрок управляет персонажами и помогает им растить детей. Игра получила смешанные отзывы у игровых критиков и её ждал коммерческий провал.

## Сюжет и игровой процесс
В начале истории игрок видит двух молодожёнов в возрасте около 30 лет, которые поселились в Коэндзи , жилом районе Токио. Игрок наблюдает за следующими 35 годами жизни пары, как они рожают, растят детей. Безымянные герои, условно именуемые Папа (Рикия Кояма) и Мама (Мами Хорикоси) живут вместе со свекровью — бабушкой Умэ (Хисако Кёда). Папа работает редактором детских книг, мама является домохозяйкой и растит детей, чьё количество различается от выбора игрока.
Bokura no Kazoku представляет собой нарративный симулятор воспитания детей. Игрок может давать детям имена, но в игре их будут называть по прозвищам. Личность каждого ребёнка зависит от выбора игрока, например его или её увлечения, какую школу он или она будут посещать, как будут отдыхать. В игре доступны 14 вариантов развития личности. Если игрок позаботится о достойном образовании ребёнка, он или она смогут поступить в университет и затем на престижную работу. Игроку не обязательно добиваться всего этого, ребёнок может сразу после школы устроиться на работу.
В Bokura no Kazoku нет целей и обязательств по прохождению. В первом прохождении семья обзаводится тремя детьми. При повторном прохождении можно завести до восьми детей.

## Разработка
Bokura no Kazoku разрабатывалась японской студией Millennium Kitchen. Директором, сценаристом и геймдизайнером выступил Кадзу Аябэ, тогда известный за разработку и выпуск таких игр, как Boku no Natsuyasumi и  Boku no Natsuyasumi 2 в 2000 и 2002 годах. На тему игры Аябэ вдохновило рождение его первого ребёнка вскоре после выхода Boku no Natsuyasumi. Кадзу заметил, что недалеко отошёл от своей первой игры и что у обоих игр есть множество общих черт за исключением обстановки, так как в Boku no Natsuyasumi основное место действия происходит в сельской местности, а в Bokura no Kazoku — в городе.
Разработка игры продолжалась в течение трёх лет. В течение двух лет Аябэ и остальные сотрудники Millennium Kitchen изучали локации в Коэндзи и остальных районах Токио, собрав около 25000 справочных фотографий, для создания игровых локаций. Многие из локаций в игре, такие как цветочный магазин, пекарня и магазин старых книг, являются реальными местами, существующими в Коэндзи . Звуки для игры также записывались в Коэндзи во время изучения его локаций.
За дизайн персонажей отвечала иллюстратор Минэко Уэда, также работавшая над персонажам к Boku no Natsuyasumi. В игре сочетается «мультяшный» стиль персонажей с вручную нарисованными статичными фонами, представленными в виде серии сцен.

## Выход и восприятие
Bokura no Kazoku была выпущена Sony Computer Entertainment 24 марта 2005 года для приставки PlayStation 2. Несмотря на активную рекламную компанию от Sony, игру ждал коммерческий провал и сдержанные отзывы от критиков. Критик Рэй Барнхольт похвалил игру за то, что она не теряется в микроменеджменте но счёл игру слишком поверхностной и раскритиковал её за слишком быстрый темп. Размышляя о критической реакции на быстрый темп игры, Аябэ заявил, что Bokura no Kazoku задумывалась, как быстротечное переживание жизни, упоминая, как помнил своё детство, юность и то, как после этого незаметно прошли 40 лет его жизни. Разработчик был расстроен тем, что многие люди не правильно поняли изначальный посыл его игры.

## Сноски
1. 1 2 3 4 5  Barnholt, Ray. Bokura no Kazoku. Crunk Games (27 января 2006). Дата обращения: 25 мая 2023. Архивировано 24 мая 2023 года.
2. 1 2 3  Now Playing in Japan. IGN (28 марта 2005). Дата обращения: 25 мая 2023. Архивировано 24 мая 2023 года.
3. 1 2 3 4  『ぼくらのかぞく』は"子だくさんゲーム"！ (неопр.). Bokura no Kazuko official website. Дата обращения: 29 мая 2023. Архивировано 21 февраля 2009 года.
4. 1 2 3 4 5  Barnholt, Ray (2013-06-25). Boy of Summer: The Life and Times of Kaz Ayabe. Scroll (10). Bipedal Dog: 45. Архивировано 2023-05-16. Дата обращения: 2023-05-29. {{cite journal}}: |archive-date= / |archive-url= несоответствие временной метки; предлагается 16 мая 2023 (справка)
5. ↑  Barnholt, Ray. Summer Vacation Confidential: The Complete Kaz Ayabe Interview. Scroll. Bipedal Dog (25 июня 2013). Дата обращения: 17 мая 2023. Архивировано 15 мая 2023 года.
6. ↑  よみもの (неопр.). Bokura no Kazuko official website. Дата обращения: 29 мая 2023. Архивировано 19 февраля 2007 года.
7. ↑  ぼくらのかぞく (неопр.). Sony Computer Entertainment. Дата обращения: 29 мая 2023. Архивировано 30 октября 2012 года.